# Splende (singolo)
Splende è un singolo della cantautrice italiana Annalisa, pubblicato il 18 settembre 2015 come quinto estratto dall'album omonimo.

## Descrizione
Composto da Annalisa stessa insieme a Francesco Sighieri e a Diego Calvetti, Splende è stato scritto in un periodo il cui l'artista era molto arrabbiata, come lei stessa ha spiegato, dopo un periodo di incertezze e delusioni. Nel testo sono infatti percepibili gli umori contrastanti e le fragilità di una giovane donna alle prese con una rinascita e con la voglia di splendere. A tal proposito, l'artista ha voluto spiegare il significato del brano:

## Video musicale
Il videoclip, diretto da Gaetano Morbioli per Run Multimedia, è stato girato in interni a Verona. Protagonista è Annalisa, che canta e balla tra decine di palloncini.

## Successo commerciale
Il singolo ha debuttato alla 34ª posizione nella Top Singoli, per poi raggiungere come posizione massima 24° durante la quarta settimana di permanenza in classifica.
Nel corso della 47ª settimana del 2015, il singolo è certificato disco d'oro dalla FIMI per aver venduto oltre 25 000 copie.

## Classifiche
| Classifica (2015) | Posizione massima |
| ----------------- | ----------------- |
| Italia            | 24                |